# Championnat d'Italie de combiné nordique 2013
Le championnat d'Italie de combiné nordique 2013 s'est tenu le 13 octobre 2013 à Planica, en Slovénie. La compétition s'est déroulée sur le tremplin de 139 mètres (HS 139). Le titre a été remporté par Armin Bauer.

## Résultats
| Rang | Athlète            |
| ---- | ------------------ |
| 1    | Armin Bauer        |
| 2    | Samuel Costa       |
| 3    | Alessandro Pittin  |
| 4    | Mattia Runggaldier |
| 5    | Manuel Maierhofer  |
| 6    | Giuseppe Michielli |
| 7    | Paolo Corradini    |
| 8    | Aaron Kostner      |

## À noter
La compétition, se déroulant en Slovénie, était ouverte au coureurs locaux. Plusieurs slovènes se sont donc alignés au départ de la course, qui a été remportée par l'un d'entre eux : Marjan Jelenko. Le nouveau champion d'Italie a donc remporté son titre en arrivant deuxième de la course.